# Landschaftsschutzgebiet Rodungsinsel Föckinghausen
Das Landschaftsschutzgebiet Rodungsinsel Föckinghausen mit 6,53 ha Flächengröße liegt nördlich und südöstlich um Föckinghausen im Gemeindegebiet von Bestwig im Hochsauerlandkreis. Das Gebiet wurde 2008 mit dem Landschaftsplan Bestwig durch den Kreistag des Hochsauerlandkreises als Landschaftsschutzgebiet (LSG) ausgewiesen. Das LSG ist eines von 17 Landschaftsschutzgebieten in der Gemeinde Bestwig. In der Gemeinde gibt es ein Landschaftsschutzgebiet vom Typ A, zehn Landschaftsschutzgebiete vom Typ B und sechs Landschaftsschutzgebiete vom Typ C. Das Landschaftsschutzgebiet Rodungsinsel Föckinghausen wurde als Landschaftsschutzgebiet vom Typ B, Ortsrandlagen, Landschaftscharakter, im Gemeindegebiet von Bestwig ausgewiesen. Das LSG besteht aus zwei Teilflächen. Das LSG grenzt direkt an den Siedlungsrand. Im LSG liegt ausschließlich Grünland.

## Schutzzweck
Die Ausweisung erfolgte zur Sicherung der Vielfalt und Eigenart der Landschaft im Nahbereich der Ortslagen und der alten landwirtschaftlichen Vorranggebiete durch Offenhaltung.

## Rechtliche Vorschriften
Wie in den anderen Landschaftsschutzgebieten vom Typ B in Bestwig besteht im LSG ein Verbot der Erstaufforstung und Weihnachtsbaum-, Schmuckreisig- und Baumschul-Kulturen anzulegen. Wie in allen Landschaftsplangebieten vom Typ B besteht das Gebot, das LSG durch landwirtschaftliche Nutzung oder durch Pflegemaßnahmen von einer Bewaldung freizuhalten.